# Bloodrock
Bloodrock byla americká progresivní rocková skupina, založená v texaském Fort Worthu v roce 1969. V roce 1975 se skupina rozpadla. V roce 2005 byla skupina obnovena pro jeden koncert.

## Diskografie

### Studiová alba
- Bloodrock (1970)
- Bloodrock 2 (1970)
- Bloodrock 3 (1971)
- Bloodrock U.S.A. (1971)
- Passage (1972)
- Whirlwind Tongues (1974)

### Koncertní album
- Bloodrock Live (dvojalbum, 1972)

### Kompilace
- Bloodrock 'N' Roll (1975)
- Bloodrock - Hitroad (1976) − Nizozemsko
- DOA (1989)
- Triptych (2000)
- Two Originals (2007)

### Singly
- „Gotta Find a Way“ / „Fatback“ (1970)
- „D.O.A.“ / „Castle of Thoughts“ (1971)
- „A Certain Kind“ / „You Gotta Roll“ (1971)
- „Children's Heritage“ / „D.O.A.“ (1971)
- „Jessica“ / „You Gotta Roll“ (1971)
- „Rock & Roll Candy Man“ / „Don't Eat The Children“ (1972)
- „Erosion“ / „Castle of Thoughts“ (1972)
- „Help Is On The Way“ / „Thank You Daniel Ellsberg“ (1973)
- „Thank You Daniel Ellsberg“ / „Voices“ (1973)